# Toyota Housing
Toyota House™ — сборный дом производства архитектурного подразделения Toyota Group — Toyota Housing.
В конструкции применены компьютерные технологии и технологии автомобильной промышленности.
Средняя скорость сборки дома — несколько часов.
Стоимость — от 200 тысяч (евро или долларов, в зависимости от региона мира).
Заводы:
1. Касугаи Housing Works
2. Тотиги Housing Works
3. Яманаси Housing Works

## Аналогичные разработки
Аналогичные разработки ведёт Matsushita Electric Industrial Co., Ltd (Япония). Проект получил наименование "Eco&UD house"